# Dziatłowicze (przystanek kolejowy)
Dziatłowicze (biał. Дзятлавічы, ros. Дятловичи) – przystanek kolejowy w miejscowości Stacja Dziatłowicze, w rejonie łuninieckim, w obwodzie brzeskim, na Białorusi. Leży na linii Równe – Baranowicze – Wilno.
Przed II wojną światową istniała tu stacja kolejowa Dziatłowicze